# 大楽寺 (宇佐市)
大楽寺（だいらくじ）は、大分県宇佐市大字南宇佐にある高野山真言宗の寺院。山号は医王山。本尊は弥勒佛（如来）。九州八十八箇所第二十二番札所、九州西国三十三箇所第四番札所。

## 概要
元弘3年（1333年）に、宇佐神宮大宮司到津公連によって、開山に奈良西大寺の道密上人を招請し、到津氏の菩提寺として創建された。改元された翌建武元年（1334年）には、後醍醐天皇により勅願寺に定められている。
当初は、真言律宗の寺院であったが、後に古義真言宗東寺派に属し、現在は高野山真言宗の寺院となっている。
国の重要文化財である木造弥勒仏及び両脇侍像をはじめ、数多くの文化財が市内柳ヶ浦の江島にあったとされる旧大楽寺（太宰管内志に記述があり、また小字に大楽寺という地名が残っている）より受け継がれている。近年は、厄除け開運祈願の寺として信仰を集めており、九州八十八ヶ所第二十二番霊場、九州西国霊場第四番札所でもある。

## 文化財

### 重要文化財（国指定）
木造弥勒仏及両脇侍像（1907年4月14日指定、脇侍は1989年6月12日追加指定）
中尊の弥勒仏（如来）は、檜材寄木造の結跏趺坐像で、高さ1.43m。平安時代後期の作とされる。脇侍は法苑林菩薩及び大妙相菩薩。
木造四天王立像（1993年1月20日指定）
弥勒仏を囲んで四方に立つ持国天、増長天、広目天、多聞天の四天王は、いずれも檜材寄木造で、平安時代後期の作とされる。

### 大分県指定有形文化財
絹本着色仏涅槃図
室町時代の作とされる。
永徳二年在銘梵鐘
南北朝時代の作とされる。
鬼面五鈷杵
開山道密上人が使用したと伝えられる五鈷杵で、鎌倉時代後期の作とされる。五鈷杵は、煩悩を打破し仏性を呼び覚す密教の法具で、大楽寺の五鈷杵は鬼面を有する。

## 拝観について
9時～17時 拝観料 500円